# FK Igman Konjic
FK Igman Konjic (bośn. FK Igman Konjic) – bośniacki klub piłkarski, mający siedzibę w mieście Konjic, w środkowej części kraju, grający od sezonu 2025/26 w Prva liga BiH.

## Historia
Chronologia nazw:
- 1920: FK Prenj (Konjic)
- 1947: FK Nono Belša/Prenj (Konjic)
- 1952: FK Prenj (Konjic)
- 1958: FK Igman (Konjic)
- 1965: FK Željezničar (Konjic)
- 1967: FK Igman (Konjic)

Klub piłkarski FK Prenj został założony w Konjic w 1920 roku. Pierwsze mistrzostwa Jugosłowiańskiego Związku Piłki Nożnej rozpoczęły się dopiero w 1923 roku. Zespół walczył w rozgrywkach prowincji o awans do rozgrywek finałowych o mistrzostwo Królestwa Serbów, Chorwatów i Słoweńców (nazwa państwa 3 października 1929 została zmieniona na "Królestwo Jugosławii"), ale nigdy nie zakwalifikował się do finałów.
Po zakończeniu II wojny światowej 29 listopada 1945 nowy parlament proklamował powstanie Federacyjnej Ludowej Republiki Jugosławii (FLRJ) (na mocy konstytucji z 1963 r. zmieniono nazwę kraju na Socjalistyczną Federacyjną Republikę Jugosławii - SFRJ). Od 1945 rozpoczęto rozgrywać mistrzostwa nowej Jugosławii. Klub nie odgrywał znaczącej roli w mistrzostwach Jugosławii i występował w niższych ligach miejskich lub regionalnych. W sezonie 1947/48 zespół startował z nazwą FK Nono Belša/Prenj w Republičkiej lidze NR Bosne i Hercegovine (D3), zajmując 5. miejsce w grupie I. Potem wrócił do nazwy FK Prenj, a w sezonie 1952 debiutował w rozgrywkach Potsavezu Mostar (D2), klasyfikując się na trzeciej pozycji w 2.grupie. W kolejnym sezonie 1952/53 na drugim poziomie zajął 5.miejsce w Podsaveznej nogometnej lidze – Mostar. Jednak od sezonu 1953/54 wprowadzono reformę systemu lig i klub był zmuszony grać na czwartym poziomie w Oblasna liga Sarajevo. W sezonie 1958/59 klub z nazwą FK Igman zakwalifikował się do finałów kwalifikacji o 2.ligę, wygrywając 2.grupę zachodnią. W sezonie 1959/60 zajął 11.miejsce w 2.lidze – Grupa Zapad (D2), po czym spadł z powrotem do niższych lig. Dopiero w sezonie 1965/66 jako FK Željezničar startował w Hercegovačka nogometna zona, zajmując piąte miejsce. W 1967 roku klub wrócił do nazwy FK Igman. W sezonie 1969/70 zwyciężył w Hercegovačkiej nogometnej zonie i w następnym sezonie startował w 2. lidze – Grupie Jug (D2). Po sześciu latach w 1976 spadł do Republičkiej nogometnej ligi BiH, a rok później do Regionalnej nogometnej ligi BiH – Jug. W 1981 wrócił do Republičkiej ligi, ale w 1984 został znów zdegradowany. W 1986 wrócił do trzeciego poziomu. Po reformie 1988 kontynuował grę w Međurepubličkoj lidze. Na trzecim poziomie jugosłowiańskiej piłki nożnej występował do 1990 roku, a w sezonie 1990/91 grał w Republičkiej nogometnej lidze BiH - grupie Jug (D4).
Kiedy w 1992 roku wybuchła wojna w Jugosławii klub nie rozgrywał oficjalnych gier aż do 1994 roku. Po zakończeniu wojny klub startował w sezonie 1995/96 w drugiej lidze Związku Piłkarskiego Bośni i Hercegowiny (D2). Po zajęciu drugiego miejsca awansował do barażów. Najpierw wygrał 2:1 ćwierćfinał z Sloboda Tuzla, a potem w turnieju finałowym uzyskał końcową trzecią lokatę. Po reorganizacji systemu lig sezon 1998/99 rozpoczął w Prva B liga NS Bosne i Hercegovine. W 2000 reorganizowano po raz kolejny system lig. Wprowadzono Premijer Ligę, a pierwsza liga FBiH spadła w hierarchii na drugi poziom. Sezon 2000/01 zespół zakończył na 16.miejscu w Prva nogometna liga FBiH (D2), dlatego następny sezon 2001/02 rozpoczął w nowej Druga nogometna liga FBiH – Jug (D3). W 2006 awansował do pierwszej ligi (D2), ale po dwóch latach spadł na rok do drugiej ligi. W latach 2011–2013 oraz 2015-2017 zespół również grał na trzecim poziomie. W sezonie 2021/22 zajął pierwsze miejsce w pierwszej lidze FBiH i awansował do Premijer ligi Bośni i Hercegowiny.

## Barwy klubowe, strój, herb, hymn
|  |  |

Klub ma barwy czerwono-białe. Piłkarze domowe spotkania zazwyczaj grają w czerwonych koszulkach, czerwonych spodenkach oraz czerwonych getrach.

## Sukcesy

### Trofea międzynarodowe
Do chwili obecnej klub jeszcze nigdy nie zakwalifikował się do rozgrywek europejskich.

### Trofea krajowe
Bośnia i Hercegowina
| \| \| Zdobyte trofea w rozgrywkach Bośni i Hercegowiny (stan na: 31-05-2022) \| |                                                                        |      |               |
| Rozgrywki                                                                       | Osiągnięcie                                                            | Razy | Sezon(y)      |
| Mistrzostwo                                                                     | I miejsce                                                              | 0    |               |
| Mistrzostwo                                                                     | II miejsce                                                             | 0    |               |
| Mistrzostwo                                                                     | III miejsce                                                            | 0    |               |
| Mistrzostwo                                                                     | ?                                                                      | 1    | 2022/23       |
| II liga                                                                         | I miejsce                                                              | 1    | 2021/22       |
| II liga                                                                         | II miejsce                                                             | 2    | 1997/98 (Jug) |
| II liga                                                                         | III miejsce                                                            | 0    |               |
| Bośnia i Hercegowina                                                            | Zdobyte trofea w rozgrywkach Bośni i Hercegowiny (stan na: 31-05-2022) |      |               |

- Druga liga BiH (III poziom):
  - mistrz (5): 2005/06 (Jug), 2008/09 (Jug), 2012/13 (Jug), 2015/16 (Jug), 2016/17 (Jug)
  - 3.miejsce (1): 2003/04 (Jug)

Jugosławia
| \| \| Zdobyte trofea w rozgrywkach Jugosławii (stan na: 31-05-1991) \| |                                                               |      |                                        |
| Rozgrywki                                                              | Osiągnięcie                                                   | Razy | Sezon(y)                               |
| Mistrzostwo                                                            | I miejsce                                                     | 0    |                                        |
| Mistrzostwo                                                            | II miejsce                                                    | 0    |                                        |
| Mistrzostwo                                                            | III miejsce                                                   | 0    |                                        |
| Puchar                                                                 | zdobywca                                                      | 0    |                                        |
| Puchar                                                                 | finalista                                                     | 0    |                                        |
| Puchar                                                                 | ?                                                             | ?    | ?                                      |
| II liga                                                                | I miejsce                                                     | 0    |                                        |
| II liga                                                                | II miejsce                                                    | 0    |                                        |
| II liga                                                                | III miejsce                                                   | 2    | 1952 (Mostar – Grupa 2), 1972/73 (Jug) |
|                                                                        | Zdobyte trofea w rozgrywkach Jugosławii (stan na: 31-05-1991) |      |                                        |

- Podsavezna liga / Hercegovačka zona (III poziom):
  - mistrz (2): 1958/59 (Mostar), 1969/70

## Poszczególne sezony

### Rozgrywki międzynarodowe

#### Europejskie puchary
Nie uczestniczył w rozgrywkach europejskich.

### Rozgrywki krajowe
Bośnia i Hercegowina
| \| Bośnia i Hercegowina \| Bilans występów klubu w rozgrywkach piłkarskich Bośni i Hercegowiny (Stan na 31 maja 2022 r.) \| \| |                                                                                               |        |       |   |   |   |    |    |     |                                                       |        |        |      |
| Poziom | Rozgrywki                                                                                     | Sezony | Mecze | Z | R | P | B+ | B– | Pkt | Lata                                                  | Awanse | Spadki | Naj. |
| I | Premijer liga (do 2000-Prva liga)                                                             | 1      |       |   |   |   |    |    |     | od 2022/23                                            | 0      | 0      | ?    |
| II | Prva liga BiH (do 2000-Druga liga)                                                            | 17     |       |   |   |   |    |    |     | 1995–2001, 2007–2008, 2009–2011, 2013–2015, 2017–2022 | 1      | 4      | 1    |
| III | Druga liga BiH                                                                                | 8      |       |   |   |   |    |    |     | 2003–2006, 2008/09, 2011–2013, 2015–2017              | 4      | 0      | 1    |
| IV | Treća liga BiH                                                                                | 0      |       |   |   |   |    |    |     |                                                       | 0      | 0      |      |
| | Puchar Bośni i Hercegowiny                                                                    | 8+     |       |   |   |   |    |    |     | od 1994/95                                            | 0      | 0      | 1/2  |
| Bośnia i Hercegowina | Bilans występów klubu w rozgrywkach piłkarskich Bośni i Hercegowiny (Stan na 31 maja 2022 r.) |        |       |   |   |   |    |    |     |                                                       |        |        |      |

Jugosławia
| \| \| Bilans występów klubu w rozgrywkach piłkarskich Jugosławii (Stan na 31 maja 1991 r.) \| |                                                                                      |        |       |   |   |   |    |    |     |                                                                     |        |        |      |
| Poziom                                                                                        | Rozgrywki                                                                            | Sezony | Mecze | Z | R | P | B+ | B– | Pkt | Lata                                                                | Awanse | Spadki | Naj. |
| I                                                                                             | Prva savezna ligа                                                                    | 0      |       |   |   |   |    |    |     |                                                                     | 0      | 0      |      |
| II                                                                                            | 2. liga                                                                              | 9      |       |   |   |   |    |    |     | 1952–1953, 1959/60, 1970–1970                                       | 0      | 3      | 3    |
| III                                                                                           | Podsavezna liga Mostar / Zonska liga BiH / Međuzonska liga BiH / Republička liga BiH | 14     |       |   |   |   |    |    |     | 1947/48, 1958/59, 1965/66, 1967–1970, 1976/77, 1981–1984, 1986–1990 | 2      | 5      | 1    |
|                                                                                               | Puchar Jugosławii                                                                    | ?      |       |   |   |   |    |    |     |                                                                     | 0      | 0      | ?    |
|                                                                                               | Bilans występów klubu w rozgrywkach piłkarskich Jugosławii (Stan na 31 maja 1991 r.) |        |       |   |   |   |    |    |     |                                                                     |        |        |      |

## Struktura klubu

### Stadion
Klub piłkarski rozgrywa swoje mecze domowe na stadionie Gradskim w Konjicu, który może pomieścić 5.000 widzów.

## Kibice i rywalizacja z innymi klubami

### Derby
- FK Velež Mostar
- FK Turbina Jablanica